# 熱帶心靈夢遊者 (樂團)
Sonámbulo Psicotropical（暫譯：熱帶心靈夢遊者）是一個來自哥斯達黎加的樂團，其特色為一種融合非洲、拉丁及美洲旋律的音樂風格（該樂隊命名該風格為psychotropical，意即「熱帶心靈」）。在成立於2006年之後，他們在2009年發行了首張LP專輯《A puro peluche》。他們曾在2010年獲得ACAM最佳熱帶藝術家獎，並曾參與演出於奧斯汀市極限音樂節與根特Gentse Feesten中的Polé Polé藝術季。
2014年，他們發行了第二張專輯《Psicosonorama》。

## 連結
- Sonambulo （页面存档备份，存于）(官方網站)
- Sonámbulo Psicotropical （页面存档备份，存于）的Bandcamp頁面
- Sonámbulo Psicotropical （页面存档备份，存于）在葛萊美獎官方網站的頁面
- Sonámbulo Psicotropical在Last.fm的頁面